# Грушине (Лозівський район)
Гру́шине — село в Україні, у Лозівському районі Харківської області. Населення становить 565 осіб. Входить до складу Первомайської міської громади.

## Географія
Село Грушине знаходиться на річці Орілька, вище за течією на відстані 1,5 км розташоване село Маслівка, нижче за течією на відстані 4 км розташоване село Кашпурівка, за 1 км — колишнє село Водяне. Річка в цьому місці пересихає, на ній зроблено кілька загат. На відстані 1,5 км знаходяться села Караченців і Водяне (нежиле), за 3 км знаходиться місто Первомайський. Через село проходить автомобільна дорога Т 2110.

## Назва
Свою назву село Грушине скоріш за все отримало від імені Аграфени (Груші) Степанівни, дружини Михайла Семеновича Новохатського, який на той час отримав ці землі за службу в російській армії.

## Історія
- Після ліквідації Запорозької Січі землі сучасної сільської ради були розділені між Новоросійською губернією (сучасні Грушине, Кашпурівка,  Маслівка, Караченцеве) та  Слобідсько-Українською губернією (сучасні Калинівка, Високий). Під час першого розмежування між губерніями в 1776 році були вказані геометричні плани хутора Пархаївка (сучасна вулиця Первомайська до містка (село Грушине)) (ГАХО Ф.25, оп.38).
- Крім того землі південніше Староукраїнської лінії стали роздавати офіцерам російської армії, які несли службу в фортецях цієї лінії. Такі землі отримав Михайло Семенович Новохатський, колезький радник і кавалер, курський і орловський пан. Разом із землею йому у володіння перейшли хутора Леотіївка, Пархаївка, Ново-Данилівка (сучасне с.Нове).
- В 1776 році почалося заселення села Грушине  дворовими з курського та орловського маєтків.[1] Заселення проходило на правому березі річки Орілька, закладка маєтку почалося на височині.  Друге переселення дворових було проведено Новохатським в 1782 році, про це свідчать «ревизские сказки» (ГАХО Ф.31, оп.141).
- З 1780 по 1796 роки територія краю входила до складу Слов’янського повіту Катеринославського намісництва, а з 1796 року до складу Павлоградського повіту Катеринославської губернії.  За наказом імператора Олександра І в 1825 році частина земель Павлоградського повіту відійшли до Зміївського повіту Слобідсько-Української губернії (з 1836 року Харківської).
- Так 25 травня 1825 року відійшли  панські володіння Новохатських Грушине та Ново-Данилівка до Зміївського повіту.
- В 1826 році в селі Грушине був побудований шинок, який належав  колезькому раднику М.І. Ковалінському (ГАХО Ф.194, оп.1, д.84, л.21).
- На початку XIX сторіччя Новохатські в селі Грушине мали винокурний завод, який виробляв в рік 800 відер гарячого вина (горілки), вівчарний завод (ГАХО Ф.3, оп.97, д.42).
- В 1841  році О. Новахатський  переселяє з Орловської губернії своїх селян до села Грушине (ГАХО Ф.31, оп.141, д.208а).
- Крім того, у Державному архіві Харківської області є документи про родину Новахатських, план маєтку в селі Грушине, коли воно перейшло в кінці ХІХ сторіччя землевласникам Кнабе, про родину Кнабе.
- На  військово-топографічній карті Шуберта 1860-х років село Грушине позначено як двухрядове через річку Орілька. Також вказана кількість дворів – 30. В селі працювала кузня.
- В парафіяльній книзі Рождество-Богородичної церкви Олексіївської слободи в 1898 році вказані села  Грушине і Пархаївка як єдине село, у якому 61 двір,  246 чоловічого та 238 жіночого населення.
- У 1921 році село Грушине було перейменовано в Сахновське на честь голови Преображенського волвиконкому, який був вбитий 15 квітня 1921 року. В 1923 році Зміївським повітовим виконавчим комітетом ради робітників і селян постановою № 40/934 була створена Олексіївська волость,   до якої увійшли сільські ради: Олексіївська, Бишкінська, Кореневська (Берекська), Єфремівська, Сівашська, Зелено-Булацелівська, Сахновська. До Сахновської с/р відносилися села Сахновське (Грушине) з кількістю мешканців 542, хутір Мар’ївка - 397,  хутір Лозівський - 97, хутір Берецький - 70. Але назва Сахновське довго не протрималася, вже в протоколі засідання Грушинської сільської ради від 26.03.1926 року село має первину назву Грушине. В цьому ж протоколі було зазначено голову сільської ради Демиденка, секретар Кульбачний, голову сільськобудування Науменка.
- На 1926 рік в селі існує бібліотека в якій 281 книга, 79 журналів,  працюють гуртки політичний, сільськогосподарський, драматичний, хоровий, природничо-науковий. В селі працював приватний паровий млин, кузня.
- В 1930 році в Грушинській сільській раді обліковується - 181 двір з них 151 двір  в колгоспі. Колгоспники обробляли 1232 га ріллі з 1418 га які належали сільській раді.
- В 1948 році в сільську раду входять два села Грушине і Кашпурівка які були об’єднані в колгоспи «Зернова фабрика» та «Червоний промінь».
- В 1951 році після укрупнення колгоспів був створений один «імені Молотова», на той час до Грушинської сільської ради входили села: Грушине, Новий Свєт, Караченцеве.
- В 1964 році після укрупнення колгоспів «40–я годовщина Октября».

## Економіка
- ТОВ "ОРІЛЬКАЛАТІНВЕСТ";
- ПСП "ДОБРОБУТ";
- ФГ "Грущенко Володимир Петрович";
- КП "Грушинекомсервіс" Грушинської сільської ради

## Об'єкти соціальної сфери
- Будинок колишньої сільської ради;
- Амбулаторія загальної практики-сімейної медицини села Грушине;
- Сільський будинок культури;
- Сільська бібліотека;
- Поштове відділення;
- Грушинський НВК (навчально виховний комплекс);
- Відділення стаціонарного догляду для постійного або тимчасового проживання територіального центра соціального обслуговування (надання соціальних послуг) Первомайської міської громади